# Frankfurter Rudergesellschaft Germania 1869

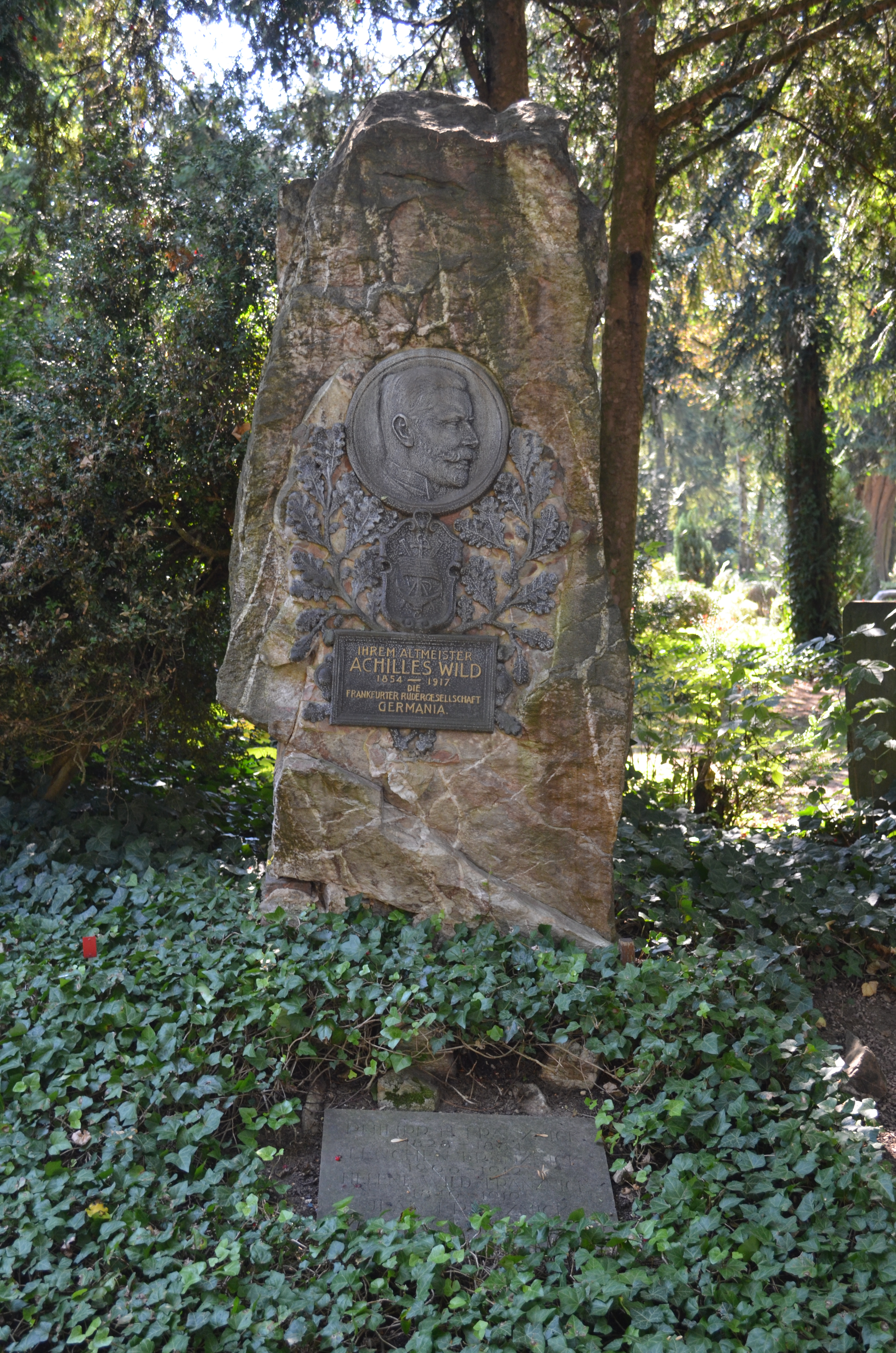
Das von der Rudergesellschaft errichtete Grab von Achilles Wild auf dem Frankfurter Hauptfriedhof

Die Frankfurter Rudergesellschaft Germania 1869 e. V. in Frankfurt am Main ist einer der ältesten und größten Rudervereine in Deutschland.

## Geschichte

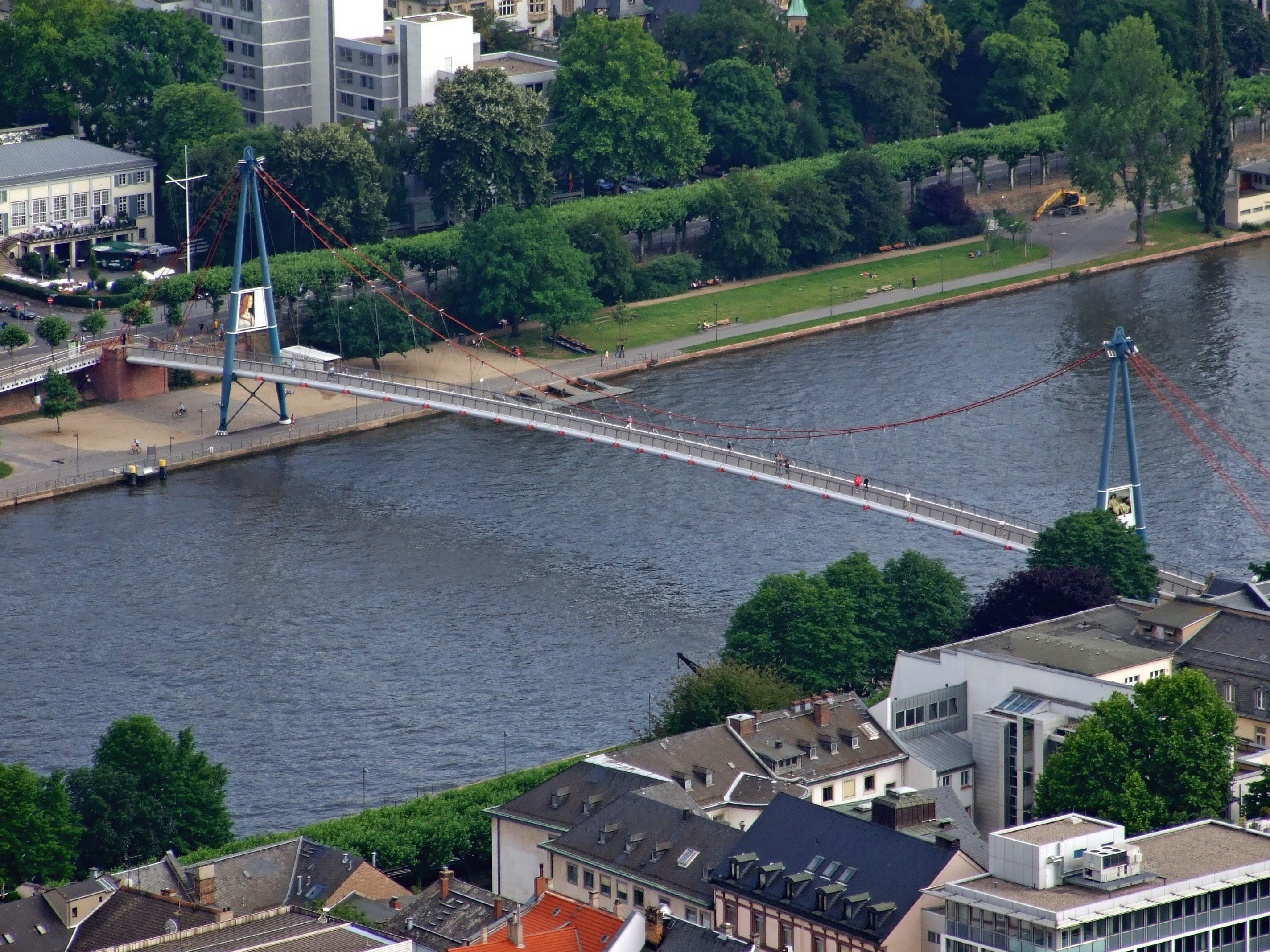
Der Holbeinsteg und das Bootshaus der Germania (links oben)

Die Germania wurde am 15. Juli 1869 gegründet, Bootshaus wurde ein zweistöckiger Bau mit klassizistischer Fassade am Museumsufer direkt neben dem Städel. Am 24. Juni 1876 stellte sie als erster deutscher Verein ein Boot, das sich in London einem englischen Boot stellte. Das Boot des London Rowing Club schlug das Frankfurter vierruderige Rennboot mit der Besatzung T. Ludwig, A. Bautze, V. Pflüger und Achilles Wild (Stroke). 1880 nahmen sie abermals an einer Regatta in England teil, dieses Mal mit einem Achtriemer an der Henley Regatta teil. Das Rennen gewann der London Rowing Club. Man konnte aber den Kingston Rowing Club hinter sich lassen. Im Finale schlug der Leander Rowing Club die Londoner. 1882 wurde der Germania-Ruderer Achilles Wild erster Deutscher Meister im Einer. 1883 war der Verein an der Gründung des Deutschen Ruderverbandes beteiligt. Im 20. Jahrhundert konnten Ruderer der Germania zahlreiche Titel auf Bundes- und internationaler Ebene erringen. Mit ca. 600 Mitgliedern zählt die Germania zu den größten Rudervereinen in Deutschland.
Der Verein wird traditionell von der Frankfurter Oberschicht frequentiert. So zählten Wilhelm Merton, Johann Philipp Holzmann und Franz Oppenheimer zu seinen Mitgliedern. Vorsitzender war bis zu seinem Tod am 18. Oktober 2017 der Rechtsanwalt und Manager Walther von Wietzlow. Mit Spenden hat der Verein im Jahr 2002 eine umfangreiche Modernisierung und Erweiterung des prestigeträchtigen Bootshauses an der Holbeinstraße gegenüber Städel finanziert.
Seit den 1970er Jahren bestand eine Zusammenarbeit mit der Dresdner Bank. Mittlerweile mietet die Commerzbank die Räumlichkeiten im ersten Stock des Bootshauses und verpachtet dort die Gastronomie für ihre Mitarbeiter und Vereinsmitglieder.
Die Frankfurter Rudergesellschaft Germania gehört schon immer zu den erfolgreichsten Rudervereinen der Region. Inzwischen hat sich die Germania verstärkt in der Ausbildung von talentierten Ruderer engagiert. Durch die enge Zusammenarbeit mit dem Schulruderzentrum gelangen in den letzten Jahren im Nachwuchsbereich große Erfolge. So konnte unter anderem der Peter-Velten-Gedächtnispreis des Deutschen Ruderverbands 2010 errudert werden, der für die beste Nachwuchsarbeit im Verband vergeben wird. Die Frankfurter Rudergesellschaft Germania ist Stützpunktverein des Bundesnachwuchsstützpunkts Frankfurt/Mainz.